# 白州町
白州町（はくしゅうまち）は、かつて山梨県北西部の北巨摩郡にあった町。
2004年（平成16年）11月1日に白州町を含めた北巨摩郡7町村が合併、北杜市となった。

## 地理
北巨摩郡で最も西側、南アルプス、釜無川、大武川に囲まれた地域に位置し、大部分を南アルプスの山地が占める。
名水百選に選ばれた尾白川や湧水が点在し、水に恵まれている。
- 山：鋸岳、甲斐駒ヶ岳、編笠山、雨乞岳、日向山
- 河川：釜無川、尾白川、大武川、神宮川

### 隣接していた自治体
- 山梨県
  - 南アルプス市
  - 北巨摩郡：小淵沢町、長坂町、武川村
- 長野県
  - 諏訪郡：富士見町
  - 上伊那郡：長谷村

## 歴史
町域には縄文時代の遺跡が多く、縄文早期からの遺跡が多く分布し、特に縄文中期の遺跡が多い。古代の律令制下では、『和名類聚抄』に記される巨麻郡真衣郷（まこのごう）に比定される。古代には隣接する北杜市武川町にかけて真衣野牧が所在していた。
また、町域から甲信国境に至る地域は平安時代後期から中世後期の遺跡も多く、中世の山城である中山砦跡や根古屋遺跡、陣ヶ原遺跡など中世期の遺跡が分布し、釜無川沿いには屋敷平遺跡が所在している。武家居館・城館として馬場美濃守館跡や教来石民部館跡がある。戦国時代には在郷武士団である武川衆が配置された。

### 沿革
- 1955年（昭和30年）7月1日 - 北巨摩郡菅原村・鳳来村および長坂町の一部（片颪）・駒城村の一部（横手・大坊）が新設合併して白州町が発足。
- 2004年（平成16年）11月1日 - 北巨摩郡明野村・須玉町・高根町・長坂町・大泉村・武川村と合併して北杜市が発足。同日白州町廃止。

## 地域

### 教育
- 白州町立白州中学校
- 白州町立白州小学校

## 交通

### 道路

#### 一般国道
- 国道20号

#### 都道府県道
- 山梨県道614号駒ヶ岳公園線

## 娯楽
- 白須劇場 - 劇場・映画館（〜1960年代）

## 産業
- サントリー白州蒸留所（白州町鳥原）
- シャトレーゼ白州工場（白州町白洲大原）
- コカ・コーラボトラーズジャパン白州工場（白州町下教来石）
- 熊本県果実農業協同組合連合会白州工場（白州町下教来石）

## 名所・旧跡・観光スポット・祭事・催事
- 道の駅はくしゅう
- 尾白川渓谷
- 名水公園べるが
- 台ヶ原宿（日本の道100選）
- 荒尾神社
- 白州塩沢温泉 フォッサマグナの湯

## 出身有名人
- 代田朝義
- 山口素堂
- 馬場信房